# Urolophus armatus
Urolophus armatus е вид хрущялна риба от семейство Urolophidae.

## Разпространение
Видът е разпространен в Папуа Нова Гвинея.